# 費爾山
47°36′35″N 12°30′31″E / 47.60972°N 12.50861°E

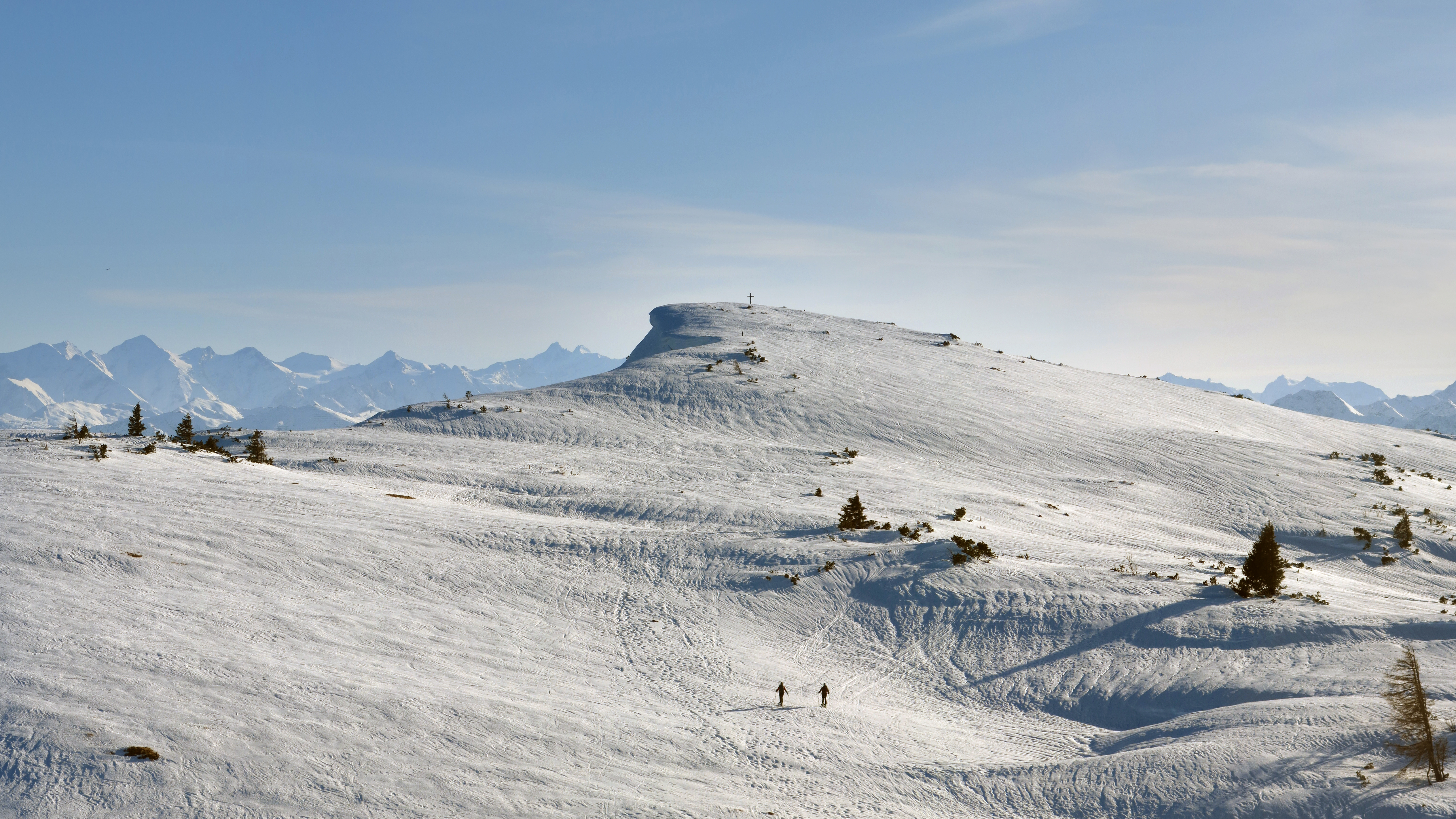

費爾山（德語：Fellhorn），是奧地利的山峰，位於該國西部，由蒂羅爾州負責管轄，屬於基姆高山脈的一部分，距離施泰因普拉特山4.9公里，海拔高度1,764米。